# Aldeburgh
Aldeburgh – miasto i civil parish w Wielkiej Brytanii, w Anglii, w regionie East of England, w hrabstwie Suffolk, w dystrykcie East Suffolk. Miejscowość jest położona nad rzeką Alde. W 2011 roku civil parish liczyła 2466 mieszkańców.

## Współpraca
Miejscowość partnerska:
- Oudenburg, Belgia